# Gala (Azerbaïdjan)
Pour les articles homonymes, voir Gala.
Gala (en azéri: Qala(Xəzər)) est une colonie de type urbain sous la juridiction administrative du district Khazar de la ville de Bakou, la capitale de l'Azerbaïdjan. 

## Situation géographique
Situé à 8 km de la station de chemain de fer du même nom. La forteresse est située au nord-est de la péninsule d'Absheron. Il est entouré par les lacs Turkan, Chuvalan et Gala. Par rapport aux colonies côtières, le climat en été est chaud et sec, et la zone de la colonie est recouverte d'un sol argileux, noir et dur. La verdure et la végétation de la région sont très pauvres. Comme un certain nombre de villages d'Absheron, Qala était célèbre pour son lac salé. Kala est situé dans la partie orientale de la péninsule d'Absheron. À l'ouest, il borde le village de Bina et au sud le village de Turkan. Au nord se trouve le village de Shuvelan et à l'est se trouve Dubendi. Gala en azerbaïdjanais signifie forteresse.
Le statut d'établissement de type urbain est en vigueur depuis 1936. Pendant les années de l'Azerbaïdjan soviétique, le village abritait des usines d'équipements pétroliers, de réparation électrique et de réparation mécanique. Selon les données du Comité d'État des Statistiques en date du 1er janvier 2018 la population du pays a augmenté de 4 716.

## Économie
Principalement élevage et agriculture.

## Culture
Le complexe du musée archéologique et ethnographique de Gala est créé en 2008 à ciel ouvert à Gala, dont l'ensemble du territoire est une réserve. Il s'agit d'un complexe muséal d'une superficie de 1,2 hectares. Hajiami Atakishiyev est l'auteur et créateur des travaux d'architecture, de planification et de conception du projet du complexe « Musée archéologique et ethnographique de Qala », fondé à l'initiative de la Fondation Heydar Aliyev. Les monuments archéologiques et architecturaux découverts sur la péninsule d'Absheron sont collectés et restaurés au sein du complexe.